# Tite Kubo
Tite Kubo (oder Taito Kubo jap. 久保 帯人 Kubo Taito; eigentlich Noriaki Kubo (久保 宣章 Kubo Noriaki); * 26. Juni 1977 in Fuchū, Hiroshima, Japan) ist ein japanischer Manga-Zeichner, dessen Werke sich an jugendliche Jungen richten und dem Shōnen-Genre zuzuordnen sind. Er arbeitet für den Shūeisha-Verlag.
Er ging in seiner Heimatstadt Fuchū auf die Oberschule und war dort in einem Anime-Club. Zu dieser Zeit begann er mit dem Zeichnen. Mit neunzehn Jahren veröffentlichte Kubo, der zwei jüngere Geschwister hat, seinen ersten Comic als professioneller Zeichner. Die Kurzgeschichte, die er noch unter seinem richtigen Namen Noriaki Kubo veröffentlichte, trägt den Titel Ultra Unholy Hearted Machine und erschien 1996 in einer Sonderausgabe des meistverkauften Manga-Magazins, dem Shōnen Jump, für das er seitdem arbeitet.
Nach zwei weiteren Kurzgeschichten begann er 1999 mit einem ersten längeren Manga, Zombie Powder. Die über 700 Seiten umfassende Geschichte über Menschen auf der Suche nach dem Zombie Powder., das die Macht hat, Tote wieder zum Leben zu erwecken und Lebende unsterblich zu machen, wurde noch bis 2000 im Shōnen Jump veröffentlicht und machte Tite Kubo bekannt.
Der richtige Durchbruch kam allerdings ein Jahr später, als seine Manga-Serie Bleach sein Debüt feierte. Darin erzählt er vom 15-jährigen Schüler Ichigo Kurosaki, der seit seiner Geburt Geister sehen kann und die Kräfte eines Shinigami erhält. Als die Shinigami Rukia Kuchiki entführt wird, macht er sich auf den Weg, um sie zu retten. Bleach, das seit Dezember 2001 wöchentlich im Shōnen Jump erschien, verkaufte sich in Japan bis Mai 2006 über 30 Millionen Mal, gewann den Shōgakukan-Manga-Preis, wurde in zahlreiche Sprachen übersetzt und als Anime-Serie mit bereits 366 Folgen und als Realfilm verfilmt.

## Werke
- Ultra Unholy Hearted Machine, 1996
- Kokumashi Urara (刻魔師 麗), 1996
- Bad Shield United, 1997
- Zombie Powder., 1999–2000
- Bleach, 2001–2016, 2021
  - 2010: Bleach Official Character Book Volume 1: SOULs, Viz Verlag, ISBN 978-1421520537
  - 2012: Tite Kubo: Bleach Official Character Book Volume 2, Viz Verlag, ISBN 978-1421542300
  - 2020: Gemeinsam mit Ryohgo Narita: Bleach: Can't Fear Your Own World, Vol. 1 (Roman), Viz Verlag, ISBN 978-1974713264
  - 2020: Gemeinsam mit Ryohgo Narita: Bleach: Can't Fear Your Own World, Vol. 2 (Roman), Viz Verlag, ISBN 978-1974713271
  - 2021: Gemeinsam mit Ryohgo Narita: Bleach: Can't Fear Your Own World, Vol. 3 (Roman), Viz Verlag, ISBN 978-1974713288
- Burn the Witch, seit 2018